# Йосімура Махару
Махару Йосімура (яп. 吉村 真晴, нар. 3 серпня 1993) — японський настільний тенісист, срібний призер Олімпійських ігор 2016 року.

## Виступи на Олімпіадах
| Олімпіада           | Дисципліна       | Місце |
| ------------------- | ---------------- | ----- |
| Ріо-де-Жанейро 2016 | командний розряд | 2     |

## Зовнішні посилання
- Махару Йосімура — олімпійська статистика на сайті Sports-Reference.com (англ.) (архівна версія)